# Jorgos Sideris
Jorgos Sideris (gr. Γιώργος Σιδέρης, ur. 5 kwietnia 1938 w Pireusie) – piłkarz grecki grający na pozycji napastnika. W swojej karierze rozegrał 28 meczów w reprezentacji Grecji i strzelił w nich 14 goli.

## Kariera klubowa
Swoją karierę piłkarską Sideris rozpoczął w klubie Atromitos Ateny. Grał w nim w latach 1956-1959. Następnie przeszedł do Olympiakosu SFP z Pireusu i zadebiutował w nim w nowo powstałej lidze greckiej. Wraz z Olympiakosem wywalczył dwa tytuły mistrza Grecji w sezonach 1965/1966 i 1966/1967. W swojej karierze czterokrotnie zdobywał Puchar Grecji w latach 1960, 1963, 1965 i 1968. W sezonie 1964/1965 z 29 strzelonymi golami został królem strzelców greckiej ligi. Osiągnięcie to powtórzył również w sezonie 1966/1967 (zdobył w nim 22 bramki) i w sezonie 1968/1969 (35 bramek). W Olympiakosie grał do końca sezonu 1969/1970.
W 1970 roku Sideris wyjechał do Belgii i przez rok grał w klubie Royal Antwerp FC. W 1971 roku wrócił do Grecji, do Olympiakosu. Rozegrał w nim 2 mecze i po sezonie 1971/1972 zakończył karierę piłkarską.

## Kariera reprezentacyjna
W reprezentacji Grecji Sideris zadebiutował 3 grudnia 1958 roku w zremisowanym 1:1 spotkaniu eliminacji do Euro 60 z Francją. W swojej karierze grał też w eliminacjach do MŚ 1962, MŚ 1966, Euro 68 i MŚ 1970. Od 1958 do 1969 roku rozegrał w kadrze narodowej 28 spotkań, w których zdobył 14 bramek.
| Mecze i gole w reprezentacji | Mecze i gole w reprezentacji | Mecze i gole w reprezentacji | Mecze i gole w reprezentacji | Mecze i gole w reprezentacji | Mecze i gole w reprezentacji | Mecze i gole w reprezentacji |
| #                            | Data                         | Stadion                      | Rywal                        | Wynik                        | Gol                          | Rozgrywki                    |
| 1958                         | 1958                         | 1958                         | 1958                         | 1958                         | 1958                         | 1958                         |
| ---------------------------- | ---------------------------- | ---------------------------- | ---------------------------- | ---------------------------- | ---------------------------- | ---------------------------- |
| 1.                           | 03.12.1958                   | Ateny, Grecja                | Francja                      | 1:1                          | 0                            | el. ME 1960                  |
| 1959                         |                              |                              |                              |                              |                              |                              |
| 2.                           | 02.12.1959                   | Ateny, Grecja                | Dania                        | 1:3                          | 0                            | towarzyski                   |
| 1960                         |                              |                              |                              |                              |                              |                              |
| 3.                           | 03.07.1960                   | Kopenhaga, Dania             | Dania                        | 2:7                          | 0                            | towarzyski                   |
| 4.                           | 20.11.1960                   | Ateny, Grecja                | RFN                          | 0:3                          | 0                            | el. ME 1960                  |
| 5.                           | 11.12.1960                   | Nicea, Francja               | Francja                      | 0:0                          | 0                            | towarzyski                   |
| 1961                         |                              |                              |                              |                              |                              |                              |
| 6.                           | 03.05.1961                   | Ateny, Grecja                | Irlandia Północna            | 2:1                          | 0                            | el. MŚ 1962                  |
| 7.                           | 17.10.1961                   | Belfast, Irlandia Północna   | Irlandia Północna            | 0:2                          | 0                            | el. MŚ 1962                  |
| 1963                         |                              |                              |                              |                              |                              |                              |
| 8.                           | 22.05.1963                   | Warszawa, Polska             | Polska                       | 0:4                          | 0                            | towarzyski                   |
| 9.                           | 16.10.1963                   | Ateny, Grecja                | Polska                       | 3:1                          | 1                            | towarzyski                   |
| 1964                         |                              |                              |                              |                              |                              |                              |
| 10.                          | 29.11.1964                   | Ateny, Grecja                | Dania                        | 4:2                          | 2                            | el. MŚ 1966                  |
| 1965                         |                              |                              |                              |                              |                              |                              |
| 11.                          | 23.02.1965                   | Ateny, Grecja                | Bułgaria                     | 1:2                          | 0                            | towarzyski                   |
| 12.                          | 17.03.1965                   | Cardiff, Walia               | Walia                        | 1:4                          | 0                            | el. MŚ 1966                  |
| 13.                          | 03.10.1965                   | Pireus, Grecja               | ZSRR                         | 1:4                          | 0                            | el. MŚ 1966                  |
| 14.                          | 27.10.1965                   | Kopenhaga, Dania             | Dania                        | 1:1                          | 0                            | el. MŚ 1966                  |
| 1967                         |                              |                              |                              |                              |                              |                              |
| 15.                          | 15.02.1967                   | Ateny, Grecja                | Libia                        | 4:0                          | 2                            | towarzyski                   |
| 16.                          | 08.03.1967                   | Ateny, Grecja                | Rumunia                      | 1:2                          | 1                            | towarzyski                   |
| 17.                          | 16.07.1967                   | Tbilisi, ZSRR                | ZSRR                         | 0:4                          | 0                            | el. ME 1968                  |
| 18.                          | 04.10.1967                   | Pireus, Grecja               | Austria                      | 4:1                          | 3                            | el. ME 1968                  |
| 19.                          | 31.10.1967                   | Pireus, Grecja               | ZSRR                         | 0:1                          | 0                            | el. ME 1968                  |
| 20.                          | 05.11.1967                   | Wiedeń, Austria              | Austria                      | 1:1                          | 1                            | el. ME 1968                  |
| 1968                         |                              |                              |                              |                              |                              |                              |
| 21.                          | 12.10.1968                   | Bazylea, Szwajcaria          | Szwajcaria                   | 0:1                          | 0                            | el. MŚ 1970                  |
| 22.                          | 21.11.1968                   | Ateny, Grecja                | Egipt                        | 4:1                          | 0                            | towarzyski                   |
| 23.                          | 11.12.1968                   | Pireus, Grecja               | Portugalia                   | 4:2                          | 1                            | el. MŚ 1970                  |
| 1969                         |                              |                              |                              |                              |                              |                              |
| 24.                          | 12.03.1969                   | Tel Awiw, Izrael             | Izrael                       | 3:3                          | 0                            | towarzyski                   |
| 25.                          | 16.04.1969                   | Pireus, Grecja               | Rumunia                      | 2:2                          | 1                            | el. MŚ 1970                  |
| 26.                          | 04.05.1969                   | Porto, Portugalia            | Portugalia                   | 2:2                          | 0                            | el. MŚ 1970                  |
| 27.                          | 15.10.1969                   | Saloniki, Grecja             | Szwajcaria                   | 4:1                          | 1                            | el. MŚ 1970                  |
| 28.                          | 16.11.1969                   | Bukareszt, Rumunia           | Rumunia                      | 1:1                          | 0                            | el. MŚ 1970                  |